# Manoir de Coutainville
Le manoir de Coutainville est une ancienne demeure fortifiée, de la fin du XVe ou du début du XVIe siècle, qui se dresse sur le territoire de la commune française d'Agon-Coutainville, dans le département de la Manche, en région Normandie.
Le château, aménagé en chambres d'hôtes, est inscrit au titre des monuments historiques.

## Localisation
Le manoir est situé sur une hauteur du « vieux Coutainville », à 1,5 kilomètre au nord-ouest de l'église Saint-Évroult, sur le territoire d'Agon-Coutainville, dans le département français de la Manche.

## Historique
Bâti en granit, à la fin du XVe siècle,, ou au début du XVIe siècle, l'ancienne maison-forte (ou maison rurale), fut le fief de Jehan de Costentin, sieur de Tourville et de Coutainville et mestre de camp du régiment d'Île-de-France.
En 1610, Charles Buret, écuyer, sieur d'Agon et de Querqueville fait opposition à la mainlevée du fief de Coutainville, tenu par noble homme, Jean de Costentin, à cause d'un droit contesté. En 1625, sa veuve, Charlotte Goueslard, obtient l'autorisation de donner mainlevée du fief.
En 1743, Jean-Baptiste-César de Costentin, dit le comte de Vauville, fils de François-César de Costentin de Tourville (1635-1697) et de Jeanne Marie Le Sauvage († 1703), rend aveu du fief de Coutainville.

## Description

### Dépendances
Il subsiste un grand colombier, transformé en habitation, construit après 1610, car il n'est pas cité dans l'opposition faite à cette date qui précise qu'il n'y a ni moulin, ni colombier.

## Protection
Le manoir de Coutainville est inscrit au titre des monuments historiques par arrêté du 24 juin 1937.